# Goniothalamus tenasserimensis
Goniothalamus tenasserimensis là loài thực vật có hoa thuộc họ Na. Loài này được Biswas mô tả khoa học đầu tiên năm 1942.